# Banabhatta
Banabhatta of Bana (Sanskriet: बाणभट्ट, bāṇabhaṭṭa) was een 7e-eeuws geleerde en dichter in het noorden van India. Hij leefde aan het hof van de boeddhistische keizer Harsha (regeerde 606 - 647).
Er zijn verschillende werken van Banabhatta bewaard gebleven. De belangrijkste zijn de Harshacharita, een biografie van Harsha, en de Kadambari, een van de oudste romans ter wereld.
Bana werd geboren in Pritikuta. Vooral in de Harshacharita verhaalt hij ook over zichzelf. Het vroege deel over zijn voorouders uit de Vatsyayana-familie is een mythisch verhaal in de purana-traditie over de afstamming van schepper Brahma zelf via de godin Sarasvati. Zijn directe voorouders zouden Kubera, Pashupata, Arthapati en Chitrabhanu zijn geweest. Chitrabhanu was zijn vader en Rajadevi zijn moeder. Bana groeide op in een intellectuele familie en leerde zo de shastra's en de kunsten van leermeester Bharchu. Zijn moeder overleed al snel, waarna zijn vader hem opvoedde tot deze stierf toen Bana 14 was. Hij begon daarna aan een zwerftocht door het noorden van India en werd daarbij vergezeld door een kleurrijk gezelschap van onder meer dansers, musici, dichters, schrijvers, een slangenbezweerder en een danseres. Toen hij terugkeerde bij zijn familie had hij daardoor al een zekere reputatie.
Tijdens zijn zwerftochten had Bana Krishna leren kennen, een neef van keizer Harsha. Deze vertelde hem dat Harsha hem wilde ontmoeten en zo toog Bana naar Manitara aan de rivier Aciravati. De keizer was bekend met zijn reputatie en noemde hem een losbol met vrouwen (bhujanga, slang). Buna wees erop dat hij inderdaad een wilde jeugd had gehad, maar uit een respectabele familie kwam en nu eerzaam getrouwd was. Hij wist de waardering van de keizer – zelf een dichter en liefhebber van kunsten – te winnen en werd asthana kavi of hofdichter aan het hof van de keizer.